# Ron Vander Kelen

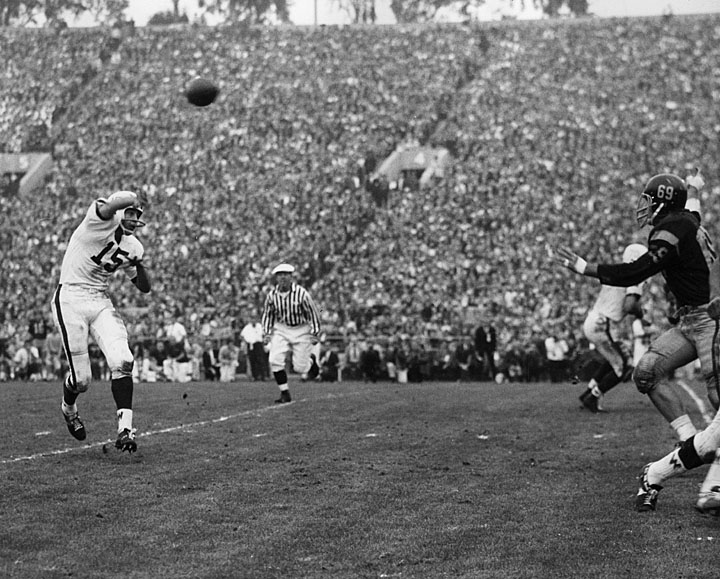
Vander Kelen (#15, branco) na Rose Bowl de 1963

Ronald Vander Kelen (Preble, 6 de novembro de 1939-14 de agosto de 2016) é um ex-quarterback de futebol americano. Ele jogou no collegiate level na Universidade do Wisconsin-Madison e é mais conhecido por seu desempenho MVP na Rose Bowl de 1963, onde ele quebrou vários recordes na Rose Bowl (alguns dos quais ainda estão de pé). Nesse jogo, ele orquestrou uma quarta tentativa trimestre retorno lendário contra os USC Trojans no primeiro # 1 (USC) versus #2 (Wisconsin) jogo bowl da história do futebol da faculdade. Vander Kelen foi introduzido na Bowl Hall Rose of Fame em 1991.
Em agosto de 1963, ele foi nomeado o motor de arranque no All-Star Game Chicago faculdade (um jogo que opôs faculdade all-stars selecionados a partir da turma de formandos da temporada anterior contra o campeão NFL) mais de um grupo de quarterbacks que incluiu o vencedor do Troféu Heisman de 1962 Terry Baker. O colégio all-stars derrotou os Green Bay Packers 20-17, com uma conclusão touchdown de 74 jardas para seu companheiro de equipe faculdade, Pat Richter, proporcionando o touchdown da vitória. Vander Kelen foi nomeado o MVP do jogo. O jogo 1963 viria a ser a última vez que o colégio all-stars derrotou o campeão da NFL nesta série.[carece de fontes?]
Ele não foi redigido no 1963 NFL Draft e redigido na rodada 21 do 1963 AFL Draft pelos New York Jets. Ele entrou em um contrato com o Minnesota Vikings da NFL como um agente livre undrafted . Ele foi o backup para Fran Tarkenton de 1963 a 1966 e competiu para a posição inicial após Tarkenton foi negociado para o New York Giants em 1967.[carece de fontes?]